# ヴェリコ・カディイェヴィッチ
ヴェリコ・カディイェヴィッチ(セルビア・クロアチア語：Вељко Кадијевић / Veljko Kadijević 1925年11月21日 - 2014年11月2日)は、ユーゴスラビアの軍人。最終階級はユーゴスラビア人民軍地上軍元帥。1988年から1992年の辞任までユーゴスラビア社会主義連邦共和国における国防大臣の職にあり、十日間戦争及びクロアチア紛争初期における事実上のユーゴスラビア人民軍総司令官であった。

## 経歴
カディイェヴィッチはセルビア人の父とクロアチア人の母の元、ユーゴスラビア王国(現在はクロアチア共和国領)のイモツキにあるGlavina Donjaという小さな村で生まれた。父と母の民族が異なるが、彼自身は「ユーゴスラビア人」を自称した。1942年、彼はユーゴスラビア共産党の党員となり、軍事部門である人民解放軍(いわゆるパルチザン)の一員として第二次世界大戦におけるユーゴスラビア戦線に従軍した。戦後もユーゴスラビア人民軍の軍人として現役に留まり、1963年にはアメリカ陸軍の指揮幕僚大学に留学・卒業している。
カディイェヴィッチはユーゴスラビア社会主義連邦共和国の第5代防衛大臣に就任した。ユーゴスラビア共産主義者同盟が解体された後、彼は共産主義者同盟ユーゴスラビア運動なる後継組織の創設者の1人となった。1991年5月、彼は連邦共和国の閣僚に対する公的な声明の中で「平和の確保に失敗した。ユーゴスラビア軍はより効率的にそれが出来るはずだった」と述べた。その後、彼は全ての役職を辞して軍も退役し、セルビアに隠居した。
2001年春、旧ユーゴスラビア国際戦犯法廷(ICTY)はカディイェヴィッチへの接触を図った。彼は証人としての召喚を受けたが、翌日にはモスクワへと逃れていた彼はロシア政府当局に対して難民としての申請を行った。この申請は2008年8月13日にドミートリー・メドヴェージェフ大統領によって承認され、ロシアの市民権を獲得した。2008年にはモスクワにて生活していた事が確認されている。

## 訴訟手続
カディイェヴィッチに対する最初の公訴は、1992年11月にビェロヴァルにて行われ、2002年にはヴコヴァルにて2度目の公訴が行われた。さらに2006年5月にはオシエク＝バラニャ郡司法長官による3度目の公訴が行われた。2007年6月21日、クロアチア内務省は「民間人に対する戦争犯罪」を理由にカディイェヴィッチの逮捕状を作成した。またインターポールも2007年3月23日に逮捕状を作成している。
カディイェヴィッチのロシア市民権獲得後、クロアチア政府はロシア連邦政府当局に対してカディイェヴィッチの引渡しを要求しているが、現在までロシア側は対応していない。
元旧ユーゴスラビア国際戦犯法廷(ICTY)職員のマルコ・アッティラ・ホアー(Marko Attila Hoare)によると、ICTY調査団はミロシェヴィッチ、カディイェヴィッチ、
ブラゴイェ・アジッチ、ボリサヴ・ヨヴィッチ、ブランコ・コスティッチ、モミル・ブラトヴィッチら元高官を「協同犯罪組織」(joint criminal enterprise)として起訴しようと試みたという。
しかしカルラ・デル・ポンテ検事はこれを退け起訴状をミロシェヴィッチのものに限定し、結果としてその他の元高官らは起訴されなかった。

## 2007年のインタビュー
2007年になるとカディイェヴィッチに関する報道と関心は再び高まった。後に誤りと判明したが、カディイェヴィッチがアメリカ・フロリダ州に生活しているという仮説が持ち上がったのである。2007年3月、クロアチアの新聞は「カディイェヴィッチはイラクで掩蔽壕の捜索を行なうアメリカ軍の特別顧問として働いており、また同時にドミトリー・ヤゾフ将軍の助けを得てモスクワに暮らしている」という一見して矛盾した報道を行った。
2007年3月26日、クロアチアのニュースポータルにカディイェヴィッチのインタビュー記事が掲載され、この中でカディイェヴィッチはイラクで連合軍の顧問として働いている事を認めたとされた。ただし、「彼は永遠にここで働くわけではない」と付け加えられ、また現在どこにいるのかなどの情報は含まれなかった。
2007年10月初旬、カディイェヴィッチは自著『Kontraudar: Moj pogled na raspad Jugoslavije』の宣伝を行うべくモスクワに現れた。その後、81歳になっていたカディイェヴィッチはセルビア及びクロアチアのメディアによるインタビューに応じた。2007年11月9日、セルビア国営放送のオリベラ・ヨヴィチェヴッィチ記者によるインタビューが行われ、これは2007年11月13日にゴールデンタイムの報道番組Upitnikにて放送された。また放送翌日の11月14日にはクロアチア国営放送のヨシップ・サリッチ記者によるインタビューが行われた。
それらのインタビューにて、カディイェヴィッチは2000年以降は難民としてロシアに暮らしていると述べた。いわゆるオヴチャラ虐殺事件については情報部長アレクサンダル・ヴァシリェヴィッチ将軍から報告を受けておらず、事件を知ったのは退役後だったという。当時はユーゴスラビア人民軍こそがユーゴスラビアにおける唯一の公的な軍事組織であった以上、彼も人民軍も旧ユーゴスラビアにおける戦争犯罪に関与していると認めざるを得ないと語った。一方で彼と人民軍はユーゴスラビアを守るべく、様々な新興不正規軍事組織の発生を阻止するべく活動したのだとも述べている。またICTYは裁判所ではなく政治機関であるとして、その裁判を認めないと主張した。
さらに彼や軍部はユーゴスラビアの危機を解決する手段として軍事的反乱を予定した事もないとした。この主張は、「カディイェヴィッチと軍が反乱を提案したものの4日後に撤回させた」というボリサヴ・ヨヴィッチ大統領の証言と正反対のものである。これを指摘すると、カディイェヴィッチはヨヴィッチが嘘をついているのだと断言した。カディイェヴィッチの主張によれば、ベオグラードにて行われた抗議行動の2日後の会議にて、ミロシェヴィッチからクーデター計画を持ちかけられたのだという。これに対してカディイェヴィッチは自分個人がそのような決断を下すことは出来ないので、陸軍高官らとの会議を行った後に結論をヨヴィッチへ報告すると答えた。その後、カディイェヴィッチはヨヴィッチに反対に決定した旨を報告したという。